# Luis José Santander
Luis José Santander (8 de abril de 1960 en Fort Collins, Colorado, Estados Unidos) es un actor venezolano de telenovelas.

## Biografía
Su familia había emigrado a los Estados Unidos por estudios aunque unos años después regresó a su país de origen, Venezuela. Luis José llega a Caracas a muy temprana edad, creciendo en un ambiente donde las manifestaciones artísticas estaban presentes día a día ya que pintores, poetas y músicos ilustres visitaban la casa de sus padres y sembraron en él esa semilla que germinaría con el transcurrir del tiempo. Tras cursar sus estudios de primaria y secundaria deja a un lado el sueño de su infancia de estudiar la carrera de medicina, cambiándolo por otro sueño; el de desarrollarse como artista.  
Logra una beca para estudiar arte dramático en Bridgeport, Connecticut, Estados Unidos, perfecciona el dominio del Inglés por recomendación de los artistas que frecuentaban su casa. Interrumpe su estancia en ese país y se radica en Venezuela, donde se desarrollaría profesionalmente. De vuelta en Caracas estudia actuación en las más importantes y prestigiosas escuelas de arte, entre las que figura la Escuela Superior de Arte Escénico Juana Sujo, donde se gradúa de la mano de los maestros más reconocidos tanto del país como foráneos que visitaban los festivales de teatro de Caracas, como Lindsay Kemp o Giorgio Strehler.  
Siendo apenas muy joven, inicia su carrera en las tablas y en el cine, cuando es seleccionado como único protagonista masculino en las obras: La chica del blue jean, Misa profana, El gato y el canario y Los ángeles terribles; y en dos películas Un País... Un Destino y La última rosa.  

### Inicios en la actuación
En 1987, grabó su primera telenovela con Y la luna también, que tuvo mucho éxito a nivel internacional siendo una de las telenovelas más vistas en Puerto Rico, México y Ecuador, entre otros países. También actuó en Niña bonita, junto a Ruddy Rodríguez, y Mundo de fieras, junto a Catherine Fulop.
En el transcurso de su carrera ha sido pieza fundamental en numerosas representaciones, en casi todas en el rol de protagonista o en el reparto de diversas miniseries tales como: Testimonio de una esposa, El Cristo de las violetas, Necesito un ángel, Espérame en el cielo, La reina de sorte, La chinita, Pandillas y Lo que nos queda por vivir.  Igualmente se destaca con papeles significativos en las primeras telenovelas en las que participó, hasta erigirse como uno de los galanes más cotizados de Venezuela y en mercados internacionales en los espacios dramáticos: Y la luna también, Niña bonita, Macarena, Morena Clara, Maribel, Mundo de fieras, compartiendo escena con actrices de la talla de Tatiana Capote, Rosalinda Serfaty, Kiara, Astrid Carolina Herrera, Catherine Fulop y Ruddy Rodríguez.
Desde entonces ha tenido una gran trayectoria artística internacional ya que su imagen se ha visto en muchos países de los distintos continentes, hecho por el cual su talento ha sido reclamado por empresas de televisión de México, Estados Unidos y Perú más recientemente; con un estilo propio, una personalidad arrolladora, este actor de mirada de ojos penetrantes se ha destacado a marcar pautas dentro del mundo de la telenovela. Su trabajo en Televisa, al lado de Lucero y Claudia Ramírez, tanto en Lazos de amor como en Te sigo amando de la mano de productora Carla Estrada, ha servido para reafirmar todavía más su carrera.
Ha sido reconocido por diversos premios del mundo del espectáculo entre los que se destacan: Mara de Oro, Meridiano de Oro, TV y Novelas y La estrella de plata estos dos últimos de México, entre otros. 
Su popularidad se acrecienta y con ella se multiplican las invitaciones a participar en eventos y programas a países de América, Europa e inclusive Asia. De allí que haya sido invitado por Venevisión Internacional y el director y productor Lucho Llosa a protagonizar con Grecia Colmenares la telenovela Vidas prestadas donde además es productor asociado, una nueva faceta que comienza a desarrollar dentro de su carrera. Actualmente reside en Miami Beach (EE. UU.).

## Filmografía

### Televisión
| Año       | Título                     | Rol                                 |
| --------- | -------------------------- | ----------------------------------- |
| 2019      | Silvia, frente a ti        | Moisés Pasquel                      |
| 2012      | Corazón apasionado         | Ricardo Rey                         |
| 2011      | Sacrificio de mujer        | Dr. Augusto Talamonti               |
| 2010-2012 | Laura                      | Fernando Augusto Santibañez Rey     |
| 2009-2010 | Alma indomable             | Esteban de la Vega                  |
| 2008      | Juro que te amo            | Amado Madrigal                      |
| 2007-2008 | Pasión                     | John Foreman                        |
| 2006-2007 | Voltea pa' que te enamores | Francisco Ignacio Aristigueta, Paco |
| 2004-2005 | Inocente de ti             | Sergio Dalmacci                     |
| 2000      | Vidas prestadas            | José María Rivero, Chema            |
| 1996-1997 | Te sigo amando             | Luis Ángel Saldívar                 |
| 1995-1996 | Lazos de amor              | Nicolás Miranda                     |
| 1994      | Morena Clara               | Valentín Andara                     |
| 1992-1993 | Macarena                   | José Miguel Mirabal                 |
| 1991-1992 | Mundo de fieras            | Iván Soriano                        |
| 1989      | Maribel                    | Luis Alejandro                      |
| 1988      | Niña bonita                | Francisco Antonio León              |
| 1987-1988 | Y la luna también          | Simón Azcárate                      |

## Premios y nominaciones

### Premios TVyNovelas
| Año  | Categoría               | Telenovela    | Resultado |
| ---- | ----------------------- | ------------- | --------- |
| 1996 | Mejor actor protagónico | Lazos de amor | Ganador   |